# Decaphellia psammomitra
Decaphellia psammomitra är en havsanemonart som beskrevs av Bourne 1918. Decaphellia psammomitra ingår i släktet Decaphellia och familjen Isophelliidae. Inga underarter finns listade i Catalogue of Life.